# Begonia kinabaluensis
Espèce
Begonia kinabaluensis est une espèce de plantes de la famille des Begoniaceae.
Elle a été décrite en 1990 par Martin Jonathan Southgate Sands.